# 에이드리언 픽커링
에이드리엔 피커링(Adrienne Pickering, 1981년 2월 22일 ~ )은 오스트레일리아의 배우이다.
워윅에서 태어났다.

## 출연 작품
- 세이프 (2011년) - 미아 역
- 더 리프 (2010년) - 수지 역
- 더 클리닉 (2009년)
- 노잉 (2009년) - 앨리슨 역
- 셔터 인 도쿄 (2008년)
- 캔디 (2006년)

### 텔레비전
- 올 세인츠 (1998년)
- 홈 앤 어웨이 (1988년) - 나탈리 프랭클린 역